# Aeropuerto Internacional Eduardo Gomes
El Aeropuerto Internacional de Manaus – Eduardo Gomes (IATA: MAO, OACI: SBEG) sirve a la ciudad de Manaus, capital del estado de Amazonas, Brasil. Es el mayor aeropuerto de la Región Norte de Brasil con capacidad anual para 13,5 millones de pasajeros. Es capaz de operar con aviones comerciales o cargueros sin ningún tipo de restricciones, exceptuando al Airbus A380 y al Antonov An-225.
Actualmente, ocho compañías aéreas operan en el aeropuerto, conectando Manaus con varias ciudades de América del Norte, Central y del Sur, además, de rutas domésticas. Está ubicado en la zona oeste de la ciudad de Manaus, más precisamente en el barrio Tarumã, distante 14 km del centro de la capital.

## Terminales, aerolíneas y destinos

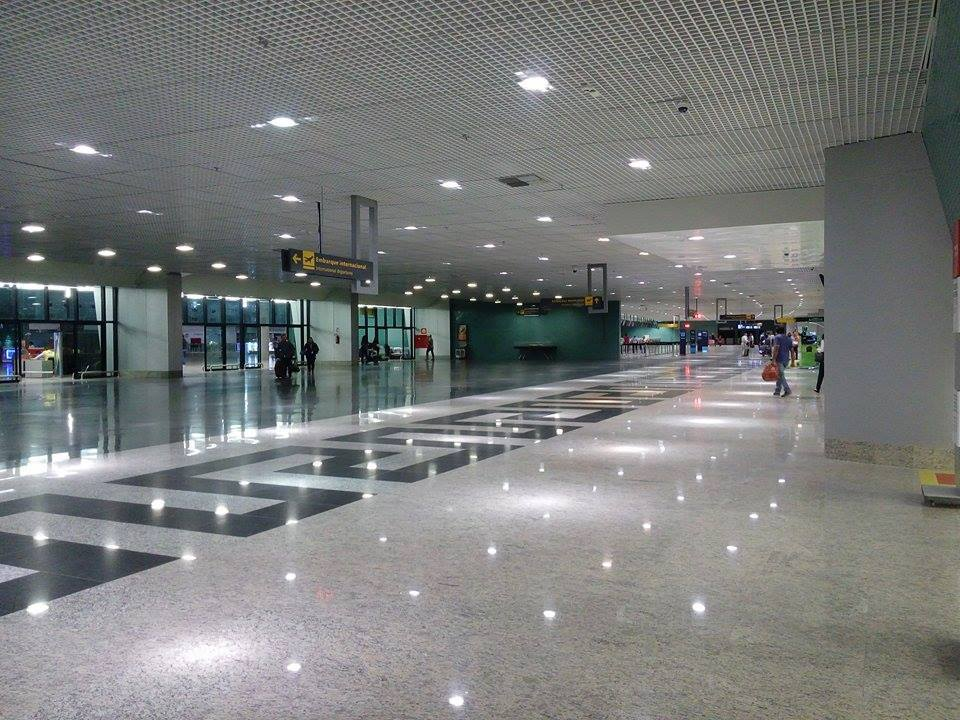
Terminal 1

| Avianca 1 destino                            | Internacional: (1) Bogotá | Star Alliance |
| Azul Líneas Aéreas 14 destinos               | Nacionales: (14) Apuí / Barcelos / Belém / Boa Vista / Campinas / Coari / Cuiabá / Eirunepé / Lábrea / Maués / Parintins / Porto Velho / Recife / Santarém / São Gabriel da Cachoeira / Tabatinga / Tefé Internacional (1): Fort Lauderdale | N/A           |
| Conviasa 1 destino                           | Internacional: (1) Ciudad Guayana | N/A           |
| Copa Airlines 1 destino                      | Internacional: (1) Ciudad de Panamá | Star Alliance |
| GOL Líneas Aéreas 10 destinos                | Nacionales: (8) Belém / Boa Vista / Brasilia / Fortaleza / Porto Velho / Rio Branco / Río de Janeiro-GIG / São Paulo-GRU Internacional (1): Bogotá                                                                                          | N/A           |
| LATAM Brasil 4 destinos                      | Nacionales: (4) Belém / Brasilia / Fortaleza / São Paulo-GRU | N/A           |
| TAP Air Portugal 1 destino                   | Internacional: (1) Lisboa | Star Alliance |
| Total: 34 destinos, 19 países, 23 aerolíneas | |               |

### Destinos internacionales
| Ciudades por países                       | Nombre del aeropuerto                                 | Aerolíneas                                           | Aeronave     | Frecuencias semanales |
| Norteamérica                              | Norteamérica                                          | Norteamérica                                         | Norteamérica | Norteamérica          |
| ----------------------------------------- | ----------------------------------------------------- | ---------------------------------------------------- | ------------ | --------------------- |
| Estados Unidos                            |                                                       |                                                      |              |                       |
| Fort Lauderdale                           | Aeropuerto Internacional de Fort Lauderdale Hollywood | Azul Linhas Aéreas (Finaliza el 9 de agosto de 2025) | A320N        | 3                     |
| Centroamérica                             |                                                       |                                                      |              |                       |
| Panamá                                    |                                                       |                                                      |              |                       |
| Ciudad de Panamá                          | Aeropuerto Internacional Tocumen                      | Copa Airlines                                        | B737, B738   | 7                     |
| Suramérica                                |                                                       |                                                      |              |                       |
| Colombia                                  |                                                       |                                                      |              |                       |
| Bogotá                                    | Aeropuerto Internacional El Dorado                    | Avianca / GOL Líneas Aéreas                          | A320 / B38M  | 9                     |
| Venezuela                                 |                                                       |                                                      |              |                       |
| Ciudad Guayana                            | Aeropuerto Internacional Manuel Carlos Piar           | Conviasa                                             | E190         | 2                     |
| Europa                                    |                                                       |                                                      |              |                       |
| Portugal                                  |                                                       |                                                      |              |                       |
| Lisboa                                    | Aeropuerto de Lisboa (Via BEL)                        | TAP Air Portugal                                     | A321N        | 3                     |
| Total: 6 destinos, 7 países, 9 aerolíneas |                                                       |                                                      |              |                       |

### Vuelos de Carga
- Avianca Cargo: Bogotá, Medellín
- LATAM Cargo Brasil: Miami, Quito, São Paulo-Guarulhos, Medellín, Bogotá
- LATAM Cargo Colombia: Medellín, Bogotá